# Jerome Randle
Jerome J. Randle (nacido el 21 de mayo de 1987 en Chicago, Illinois) es un baloncestista estadounidense con nacionalidad ucraniana que actualmente se encuentra sin equipo. Con 1,75 metros de estatura, juega en la posición de base.

## Trayectoria deportiva

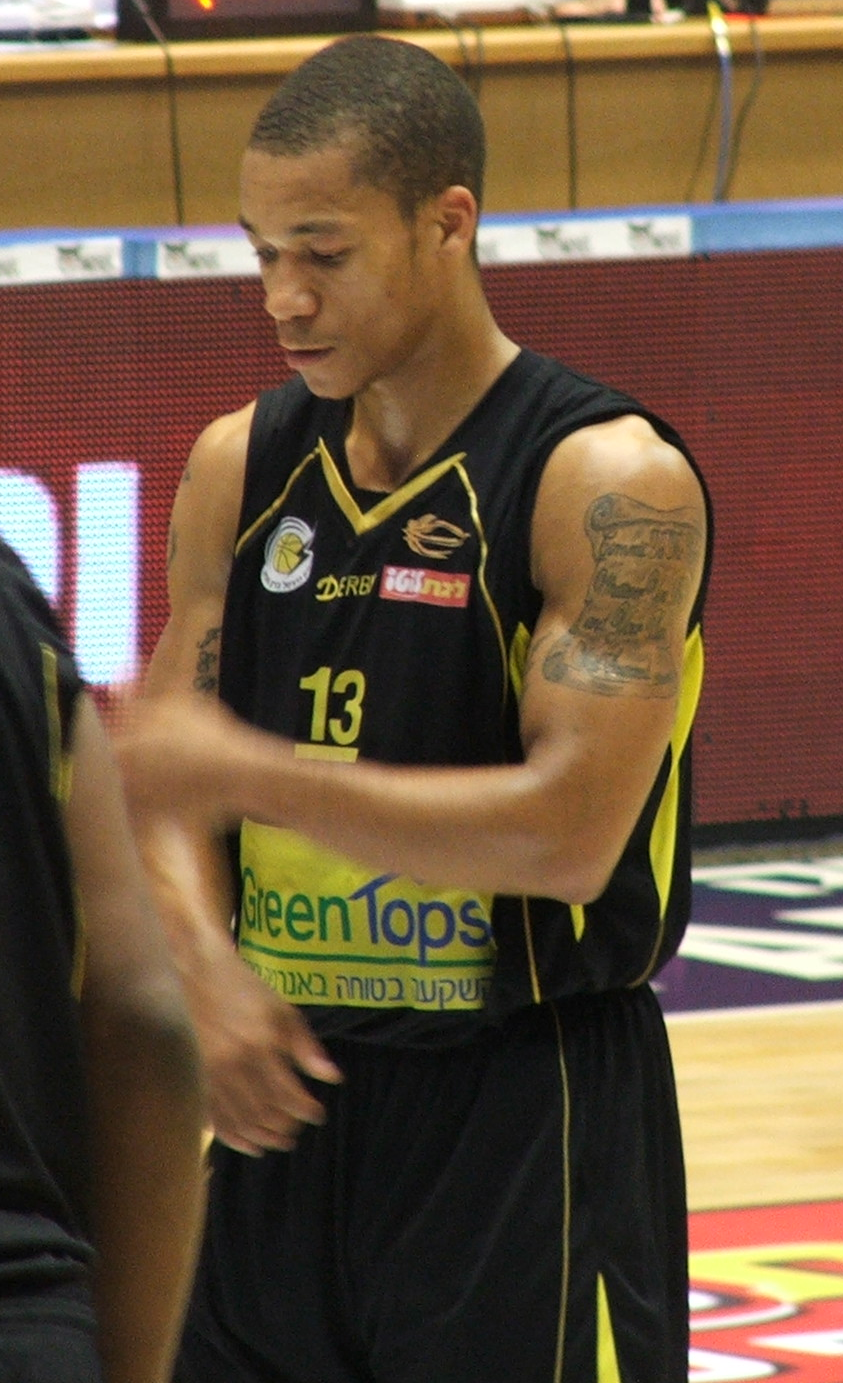
Jerome Randle con la camiseta del Barak Netanya

El jugador de Illinois, con doble nacionalidad ucraniana y estadounidense, tiene experiencia en el baloncesto europeo, fundamentalmente en la Liga turca (Eskişehir, Trabzonspor, Aliağa Petkim y Türk Telekom), pero también ha jugado en el Spirou belga, el Azovmash ucraniano y el Barak Netanya israelí.
En 2016, firma por el Zalgiris para cubrir la marcha de Mantas Kalnietis, tras llegar a un acuerdo con el base proveniente del Adelaide 36ers australiano. Randle no ocupa de extracomunitario al disponer de pasaporte ucraniano.
Randle posee una amplia experiencia en el baloncesto europeo, destacando su paso por el Zalguiris Kaunas lituano, con el que disputó la Euroliga, el Lokomotiv Kuban ruso y el Limoges francés, dentro de una amplia trayectoria con paradas en Turquía (Aliaga Petkim, Türk Telekom, Trabzonspor Basketbol y Eskiehir Basket), Israel (Barak Netanya), Ucrania (Azovmash Mariupol) y Bélgica (Spirou Charleroi). 
Además jugó en la G-League, con Texas Legends y Maine Red Claws, y con experiencias en la NBL australiana, destacando en las filas del Sydney Kings y Adelaide 39ers.
Durante 2019 disputa la NBL australiana con los Adelaide 36ers, con los que ha promediando 20,2 puntos (quinto mejor anotador de la competición oceánica), 3,2 rebotes y 4,7 asistencias por partido.
En febrero de 2020 se confirma su fichaje por el Baloncesto Fuenlabrada de la Liga Endesa. Randle sólo pudo disputar 12 minutos con la camiseta de Fuenlabrada, aportando 7 puntos, 3 asistencias y 7 de valoración en su debut, ya que tras debutar en Liga Endesa sufrió una rotura en el ligamento cruzado anterior de la rodilla derecha y se perdería lo que queda de temporada.
En diciembre de 2020, regresa a España para reforzar al Real Betis Baloncesto de la Liga Endesa, hasta el final de la temporada.
En la temporada 2021-22, firma por el BC Budivelnik de la Superliga de baloncesto de Ucrania, con el que promedia 16,9 puntos y 5,1 asistencias por partido.
El 9 de abril de 2022, firma por el Metropolitans 92 de la LNB Pro A, para cubrir la baja de David Michineau.